# NGC 1520
NGC 1520 (również ESO 32-SC5) – grupa gwiazd znajdująca się w gwiazdozbiorze Góry Stołowej, prawdopodobnie gromada otwarta. Odkrył ją John Herschel 8 listopada 1836 roku. Znajduje się w odległości ok. 2528 lat świetlnych od Słońca oraz 26,9 tys. lat świetlnych od centrum Galaktyki.